# Kapas Hera
Kapas Hera è una suddivisione dell'India, classificata come census town, di 21.595 abitanti, situata nel distretto di Delhi Sud Ovest, nello territorio federato di Delhi. In base al numero di abitanti la città rientra nella classe III (da 20.000 a 49.999 persone).

## Geografia fisica
La città è situata a 28° 31' 24 N e 77° 04' 54 E.

## Società

### Evoluzione demografica
Al censimento del 2001 la popolazione di Kapas Hera assommava a 21.595 persone, delle quali 13.612 maschi e 7.983 femmine. I bambini di età inferiore o uguale ai sei anni assommavano a 3.461, dei quali 1.804 maschi e 1.657 femmine. Infine, coloro che erano in grado di saper almeno leggere e scrivere erano 15.236, dei quali 10.744 maschi e 4.492 femmine.